# Malacorhynchus
Malacorhynchus is een geslacht van vogels uit de familie eenden, ganzen en zwanen (Anatidae). Het geslacht telt één nog levende soort.

## Soorten
- Malacorhynchus membranaceus – Lepelbekeend
- † Malacorhynchus scarletti (uitgestorven)